# منكشف صخري
نتوء صخري أو مَكشَف أو مُنْكشف صخري في الجيولوجيا (بالإنجليزية: outcrop)‏ هو بروز وإنكشاف طبقات الأرض الصخرية التحتية فوق سطح الأرض . بحسب حجم تلك الكتلة الهائلة يمكن أن تشكل الجبال.

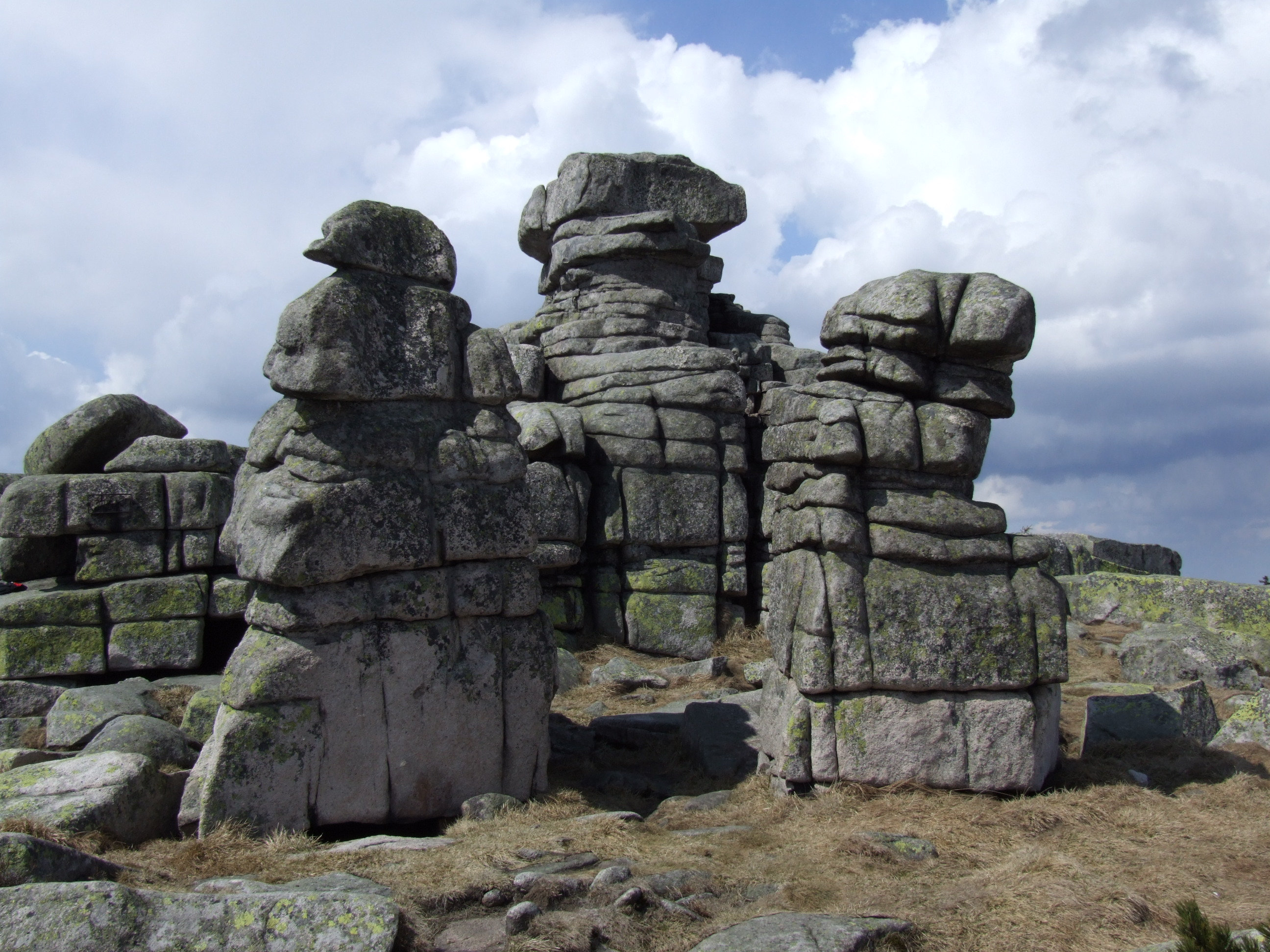
بروز الجرانيت جنوب غرب بولندا.

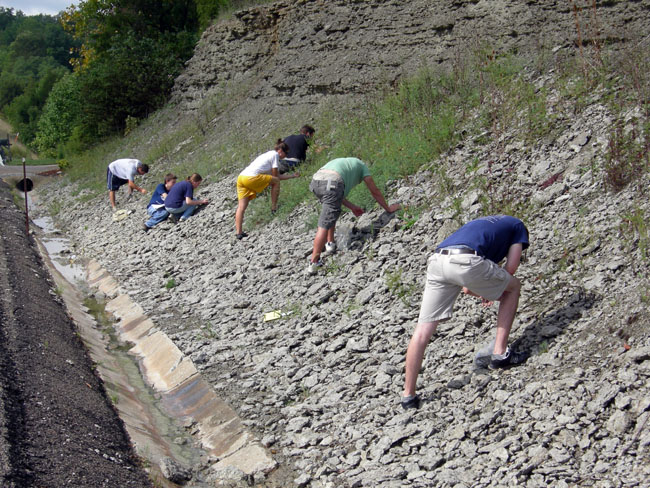
بروز الحجر الجيري على حافة الطريق إنديانا.

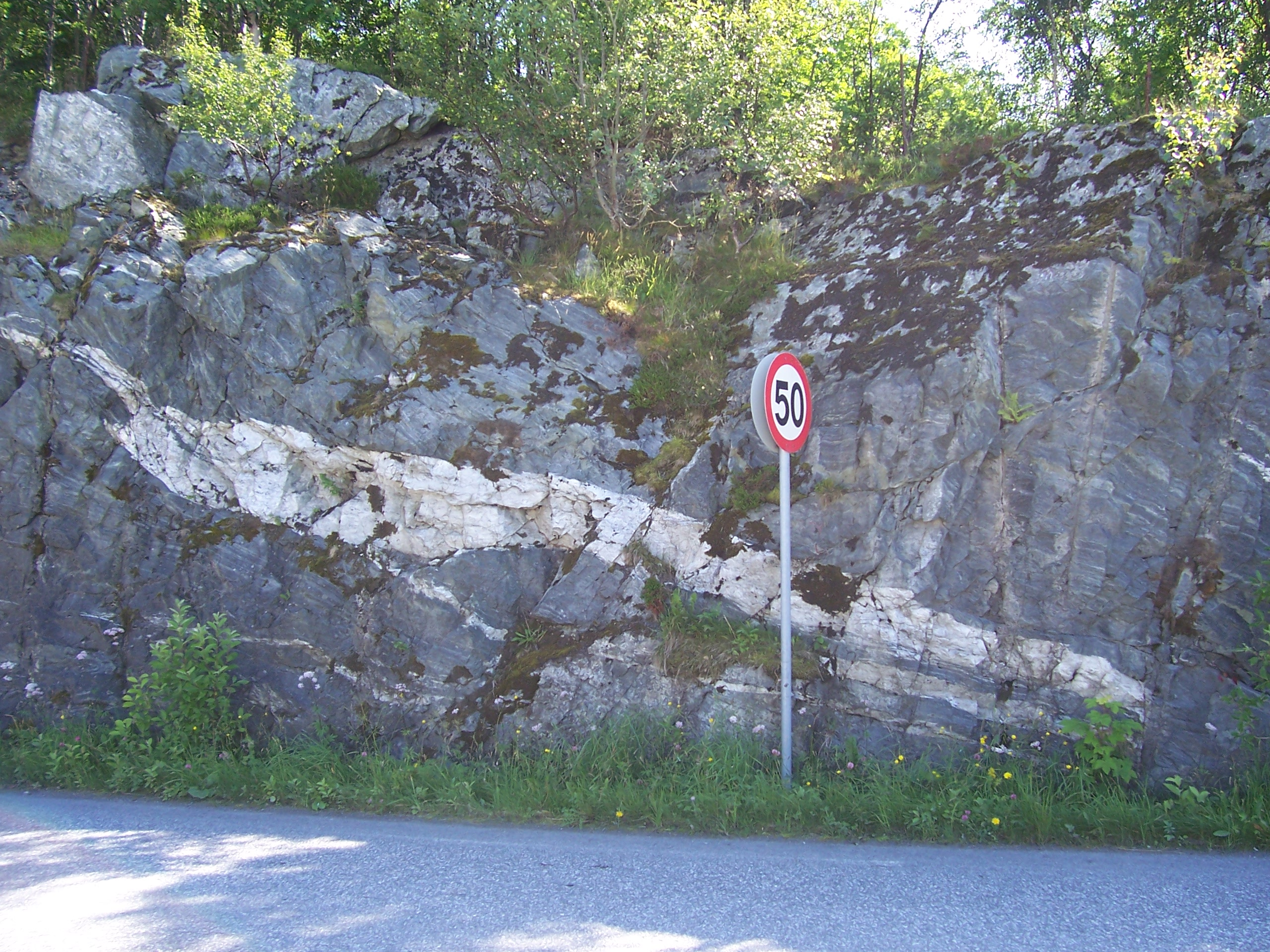
بروز البغماتيت في طبقة أمفيبولايت amphibolite النرويج.

لا تشكل البروزات الأرضية معظم سطح الأرض، وإنما بصفة عامة، تغطي سطح الأرض المنبسطة رواسب تكوّن التربة التي تنمو عليها النباتات ونعيش عليها. وحيثما أزيحت طبقة التربة بتأثير عوامل التعرية الطبيعية، تظهر الطبقة الصخرية التحتية التي قد تظهر فوق سطح الأرض في بعض الأماكن. ويحدث ظهور تلك الصخور عندما يكون التآكل الطبيعي (التعرية) سريعا ويكون أسرع من الرمال والغبار التي تأتي بها الرياح فتغطيها، مثلما عند حافة مائلة للهضاب، وشواطئ الأنهار أو في المناطق النشطة جيولوجيا من براكين وزلازل. وأحيانا تظهر الطبقات الصخرية أثناء أعمال بناء البنية التحتية مثل بناء الطرق وبناء المباني العالية.
ويتيح التفجر الأرضي دراسة عينات طبقات الأرض في دراسة الجيولوجيا ورسم الخرائط الجيولوجية. وهي تسمح على الأخص بدراسة تاريخ طبقات الأرض وتطورها عبر العصور القديمة. وبجانب دراسة التفجر الأرضي تتيح طريقة الحفر بالخرامات الأسطوانية الحصول على عينات من طبقات الأرض التحتية للدراسة ومعرفة ترتيب الطبقات ومناطق وجود التصدعات، كما أن تلك التكشفات الصخرية تتيح الفرصة للحصول على الأحفوريات لدراسة الأجواء الأرضية في العصور الجيولوجية المختلفة والتغيرات التي حدثت على النبات والحيوان في العصور القديمة.
وقد ساهمت التكشفات الصخرية في معرفة ورسم طبقات الأرض، وأخذ العينات لدراستها بمعامل البحث مما عمل على تقدم معرفتنا الجيولوجية وتفهم القوانين الأساسية لعلم الجيولوجيا، مثل قانون التراكب ومبدأ الأفقية الأصلية ومبدأ الاستمرارية الجانبية ومبدأ تعاقب الحياة. وتعتبر التفجرات الأرضية لذلك من أهم عناصر الدراسة الجيولوجية ونشأة النبات والحيوان.
وفي الخرائط الجيولوجية نفرق بين المرتفعات والتكشفات: فالمرتفعات تتميز بخط مستمر عبر القمة وتتكرر الخطوط المستمرة الحلقية من أعلى المرتفع إلى أسفله معبرة عن مختلف الارتفاعات، أما التكشفات الصخرية فتـُرسم كخط مستمر حول كل صخرة بارزة.

## اقرأ أيضا
- دراسة الطبقات الصخرية
- صخور نارية
- بركان